# Cem Boyner
Cem Boyner (* 23. September 1955 in İstanbul) ist ein türkischer Textilunternehmer und Politiker. 

## Leben
Cem Boyner stammt aus einer der reichsten Handelsfamilien der Türkei. Er absolvierte das Robert College und die Bosporus-Universität. Er arbeitete lange Jahre in der türkischen Handelskammer TÜSİAD und war zwischenzeitlich Arbeitgeberpräsident. Er ist in zweiter Ehe verheiratet mit Ümit Boyner, geb. 1963, die seit Januar 2010 Präsidentin des Verbandes türkischer Industrieller und Unternehmer (TÜSIAD) ist. Nach seinem politischen Engagement tritt er heute vor allem als Unternehmer der Boyner-Holding auf.

## Politik
Er ist Führer und Mitbegründer der türkischen Partei Neue Demokratiebewegung (tr: YDH). Die Gründung in der Mitte der 90er Jahre wurde vor allem wegen der allgemeinen Unzufriedenheit mit den etablierten Parteien vorangetrieben. Nach Boyner wollte seine Partei zum einen mit den Kurden verhandeln und auf der anderen Seite den Fundamentalisten mehr Entfaltungsmöglichkeiten geben. In der Wirtschaftspolitik sollte die Privatisierung der Staatsbetriebe den wirtschaftlichen Aufschwung bringen. Bereits in den ausgehenden 90er Jahren verschwand die neue Partei von der politischen Bildfläche.